# باشانغ عبد الله
باشانغ عبد الله (29 مايو 1994) هو لاعب كرة قدم عراقي يلعب لنادي دهوك العراقي والمنتخب العراقي.

## الحياة الشخصية
ولد في العراق، لكنه نشأ في ستوكهولم،السويد، عمل عبد الله كمدرس أثناء لعب كرة القدم بدوام جزئي خلال الجزء الأول من حياته المهنية، استقال من وظيفته في النهاية بعد توقيع أول صفقة له بدوام كامل مع نادي بيتيو.

## روابط خارجية
- باشانغ عبد الله على موقع قاعدة بيانات كرة القدم.إي يو (الإنجليزية)
- باشانغ عبد الله على موقع Soccerway.com (الإنجليزية)
- باشانغ عبد الله على موقع عالم كرة القدم.نت (الإنجليزية)